# Notasterias pedicellaris
Notasterias pedicellaris is een zeester uit de familie Asteriidae.
De wetenschappelijke naam van de soort werd in 1907 gepubliceerd door René Koehler.